# Salanova
Salanova és una masia situada al municipi de la Molsosa, a la comarca catalana del Solsonès, prop de la masia de Vila-seca. Es té constància de la masia des del segle XIII.
Està situada a 642 metres d'alçada, entre el pla de la Molsosa i la serra de Montaner, a prop del torrent Sec. Envoltada de grans extensions de bosc, de pi majoritàriament.

## Descripció
Masia de grans dimensions que al llarg dels anys a sofert múltiples modificacions i ampliacions. De planta rectangular (masia originària) amb teulada de teula àrab a dues aigües. Materials tradicionals de pedra de la zona. En la gran majoria de cossos annexats predominen també els materials típics d'aquestes contrades. Exceptuant la granja totalment adossada a la masia de grans dimensions i elevada alçada que dona una mala visió del conjunt pairal. Existència de coberts pròxims a la masia que han sofert transformacions però que preserven l'essència tradicional de la zona. Fer menció de l'entrada sud al conjunt, donant lloc com en altres masies de la zona, a un pati interior resguardant tot el conjunt (baluard). Aparició d'algun arc però de poca importància i una volta de pedra en el que el seu dia va ser un femer.no presenta cap forma determinada, ja que és fruit de reformes i afegitons a la que devia ser la construcció primitiva, actualment totalment desfigurada.